# リージョンコード
リージョンコード（region codes）は、DVD・Blu-ray Discやゲームソフトなどが販売および利用される地域（リージョン）の情報を記載した情報（コード）である。
リージョンコードを採用している規格では、商用パッケージソフトのリージョンと利用する機器のリージョンが一致しないと再生できないようにアクセス制御される場合が多い。理論的にはこの規制によって販売者が地域ごとに内容、発売日、価格を調整できることになる。
なお、ゲーム業界においては、英語では「リージョナル・ロックアウト」（regional lockout）、そこから転じて日本語では「リージョンロック」ともそれぞれ称される。

## DVD-Video

DVDのリージョンコード

DVD-Videoの規格を策定する際に映画業界の要望によって導入された。例えばハリウッドの大手映画会社が制作した映画作品は世界中で上映されるが、日本では北米に比べて数ヶ月遅れて上映開始となることが多い。日本での公開時には既に北米版のDVDが発売されていることがあり、消費者が輸入版DVD購入に流れて映画の興行収入が落ちることを防ぐ目的がある。
ただし北米版のDVD-Videoに日本語字幕や日本語吹き替えが収録されることはほとんど無い。日本では吹き替えや字幕への需要が高いため、一般映画の北米版を積極的に購入しようとする日本のユーザーはかなり少ない。しかし音楽やアダルトのDVDに関しては輸入盤の需要が高いことと日本版の価格が北米より非常に高いことが多いため、日米でリージョンを分けることは特に日本のメーカーにとって商業上意味があるものとなっている。
輸入盤の方が安価に購入できることや日本国内で販売されないリージョン1のDVD-Videoソフトも数多く存在することにより、輸入盤DVD-Videoを視聴したい消費者にとってリージョン制限が悩みの種となることがあり、消費者にはメリットの無いものと言える。
どのリージョンのDVDでも再生することが可能なリージョンフリーのものや、またはその様に改変することが出来るDVDプレーヤーが一部のメーカーから正規販売されている。
リージョンコードは通常、異なるリージョンのDVDをゲーム機などのほとんどの機種で再生しようとするとハードウェア上からエラーが出ることで再生そのものを防ぐ仕様になっていることがほとんどであるが、一部のプレイヤーではまれに再生できてしまうことがある。その場合はDVDごとに応じた専用のエラー画面の静止画が必ず表示されるようになっている。また、2023年時点ではほとんどすべてのPC用DVDプレイヤーのソフトウェアで、自動的にDVDドライブとディスクのリージョンを無視して再生する仕様となっていることが多く、リージョンロックの需要は薄れてきている。事実上、リージョンロックがかかるDVDプレイヤーはWindowsの標準プレイヤーだけとなっている。

### コード一覧
| リージョン コード | 地域 |
| ----------------- | --- |
| ALL（0）          | 世界。どのリージョンでも利用可能で、実際には下記の1～8全てが許可された設定を指す。 リージョンを表す正規のロゴは「ALL」。「0」は便宜上一般的に呼ばれているもので、DVD規格上のコードではない。 |
| 1                 | バミューダ諸島、カナダ、アメリカ合衆国 および その保護下にある地域 |
| 2                 | 中東諸国、西ヨーロッパ、中央ヨーロッパ、エジプト、フランス保護領、グリーンランド、日本、レソト、南アフリカ および スワジランド                                                               |
| 3                 | 東南アジア、香港、マカオ、韓国 および 台湾 |
| 4                 | 中央アメリカ、カリブ海諸国、メキシコ、オセアニア、南アメリカ |
| 5                 | アフリカ、旧ソビエト連邦諸国、インド亜大陸、アフガニスタン、モンゴル、北朝鮮 |
| 6                 | 中国本土 |
| 7                 | MPAAが制作したDVD、アジア地域でのメディアプレリリース |
| 8                 | 航空機および旅客船などの国際領域での利用など |

ヨーロッパではリージョン2に加えてサブコードのD1～D4が存在する。D1はイギリスのみで販売されているDVD、D2とD3はイギリスとアイルランド以外で販売されているDVD、D4はヨーロッパ全土で販売されているDVDに付されている。
1枚のDVDに複数のリージョンコードを付すこともできる。例えばリージョン2と4が付されたDVDはリージョン2・4両方の地域で流通・利用が可能。「リージョンオール」という、リージョン1～8の8種類のコードが付されたDVDもある。
日本とヨーロッパが同じリージョンに含まれているが、映像規格が異なるため（NTSCとPAL）、日本でヨーロッパ向けの作品を再生できない場合もある。ただし、一部のパソコン上のソフトウェアでは再生できることもある。
Content Scramble System（CSS）を解除できる『DVD Decrypter』、『DVD Shrink』などのソフトウェアであれば、特定のリージョンコードが付されたDVDをリージョンフリーにして複製することも出来る。
ヨーロッパではNTSCも再生できるプレイヤーが普及しているため、「リージョンオール」のNTSCの輸入盤DVDも普通に売られている。
また、台湾や香港などでもDVDの複数リージョンに対応し、NTSCとPALの切り替えスイッチ付でさらにVCDやCD-RWなども再生できるほぼ万能のプレーヤーが販売されているため、様々なフォーマットの映像ディスクが混在して販売されている。

### DVDプレーヤー
DVDプレーヤーにもリージョンコードが付されている。DVDメディアとプレーヤーの両方のコードが一致した場合にそのDVDは再生可能となる。
リージョン0のDVDプレーヤーも存在しており、リージョン1～6全てのDVDが再生可能である。これに対しDVDメディア制作側はRegional Coding Enhancement（RCE）という制御技術を開発している。通常はプレーヤーがDVDのリージョンコードを認識して再生の可否を判断するが、RCEではDVDがプレーヤーのリージョンコードを照合し、DVD側のコードと一致した場合にのみ再生を許可する。プレーヤーがリージョン0である場合は不一致とされ再生されない。

### 法的問題
オーストラリア公正取引委員会（The Australian Competition and Consumer Commission, ACCC）は、リージョン制限をするDVDプレーヤーについて取引慣行法に違反する恐れがあると警告している。ニュージーランド政府も同様の判断をしている。

### リージョンコードの変更
DVD、Blu-ray DiscをPCで再生する場合、再生に使用するハードウェアのリージョンコードがディスク上のリージョンコードと一致しない場合、Windows 10の場合は再生するドライブを選択し、「プロパティ」を押すことでハードウェア上のリージョンコードを変更できる。ただし、変更には変更したいリージョンが刻まれたディスクをハードウェアに事前に挿入する必要がある。リージョンコードの変更回数には限界があり、最初は5〜4回変更が可能である。変更回数は実際にDVD/Blu-rayを読み込むディスクのハードウェア上に記録されるため、リージョンを変更できなくなったドライバーを他のPCに接続しても、リージョンコードの変更は不可能。近年はソフトウェア側でDVDソフトを事実上リージョンフリーにして再生してしまうソフトウェアが多いため、ドライブ側のリージョンコードの変更はほとんど意味をなさない場合もある。

## Blu-ray Disc
Blu-ray DiscおよびBlu-ray 3Dでは、DVD-Videoに引き続きリージョンコードを導入した。下記3地域に分類される。
| リージョン コード | 地域                                                             |
| ----------------- | ---------------------------------------------------------------- |
| リージョンフリー  | どのリージョンでも利用可能                                       |
| リージョンA       | アメリカ大陸、東南アジア、日本、朝鮮、台湾 および それら海外領土 |
| リージョンB       | ヨーロッパ、中近東、アフリカ、オセアニア および それら海外領土   |
| リージョンC       | 中央・南アジア、中国、ロシア、モンゴル                           |

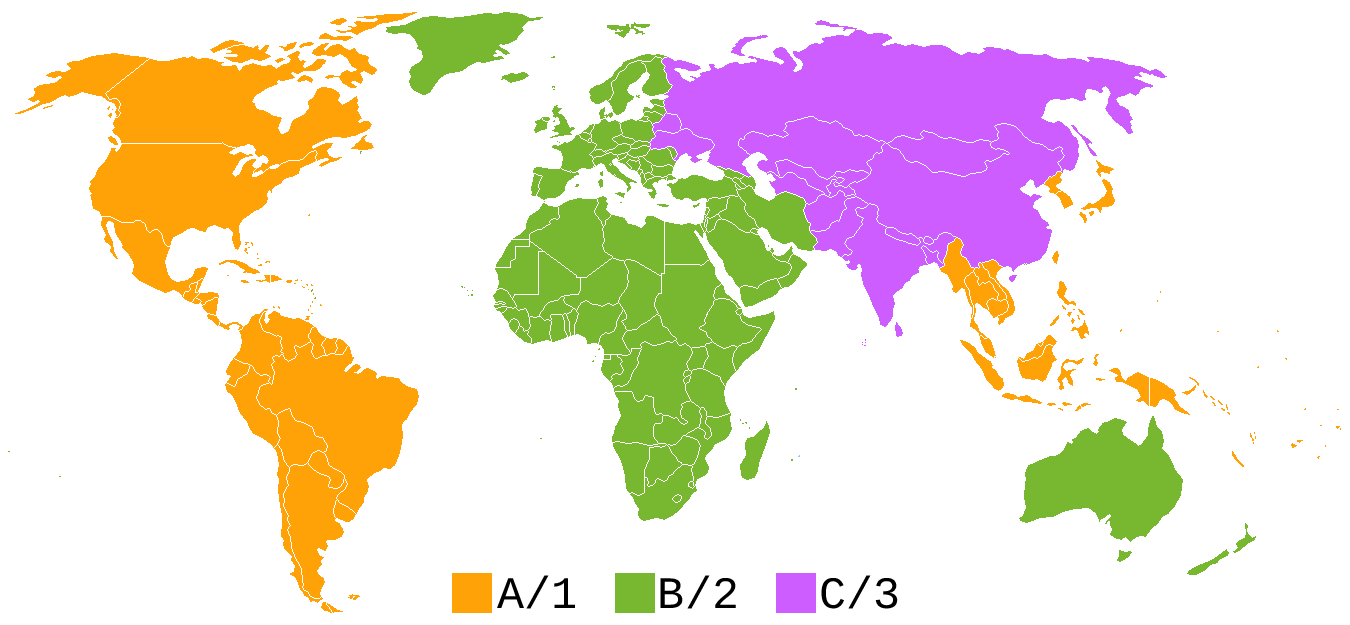
Blu-rayのリージョン

日本は米国と同地域となった為、輸入盤の利用がDVD-Videoに比べて容易になった。ただし、リージョンと実際に再生するプレイヤーで設定された言語は一致しない場合もあり、ブルーレイの規格上では「リージョンコード」と「再生時の言語」は別物としてカウントされている。日本リージョンのプレイヤーで言語設定のみを海外のものに変更すると、再生時にメニュー画面や許諾画面が変更される事がある。
Amazon.co.jpなど、ECサイトが発達している現在においては外国版を輸入することはさほど難しくなく、日本国内の業者がこれを販売することも増えてきている。その為、北米で販売されている日本アニメーションのBDでは再生機器の国設定を検知し、設定が日本であれば再生が不可能になるものも登場している。一部の再生機器では設定によりこの制限を回避できるが、設定変更が不可能な場合もあるため、リージョンが同一だからという理由で購入しても再生が不可能な場合もある。また、再生できたとしても画面に強制的に字幕が表示されるなどの制限がつくこともある。これは販売元が北米に限って販売権を持つ関係上、日本国内に安価な北米版が流入することを防止するための措置である。

## D-VHS
D-VHSでは、パッケージ規格“D-Theater”でリージョンコードが導入されている。パッケージとデッキのリージョン番号が一致しないと再生できない。

## UMD（Universal Media Disc）
UMD VIDEOのみ、リージョンコードが存在する。リージョン番号の仕様はPlayStation Portable以降と同じである。

### コード一覧
| リージョン コード | 地域 |
| ----------------- | --- |
| ALL               | リージョンフリー                                                                                                 |
| 1                 | 北アメリカ、中央アメリカ                                                                                         |
| 2                 | ロシアとベラルーシを除く全ヨーロッパ地域、日本、中東、南アフリカ、グリーンランド                                 |
| 3                 | 東南アジア、台湾、韓国、香港                                                                                     |
| 4                 | オセアニア、南アメリカ                                                                                           |
| 5                 | ロシア、ウクライナ、ベラルーシ、インド、パキスタン、アフリカ（エジプトまたは南アフリカを除く）、北朝鮮、モンゴル |
| 6                 | 中国本土 |

## リージョンコードが存在しない媒体
HD DVDにはリージョンコードが存在しない。ただし、Ultra HD Blu-rayではディズニー作品などでまれにリージョンコードが埋め込まれることがある。どちらの媒体でもペアレンタル制限は引き続き続投である。

## テレビゲーム
ゲーム機でも、地域別再生制限がかけられているものがある。単純な地域制限だけでなく、NTSCやPALのような映像方式をリージョン単位で区別するために必要であった場合もある。
ロムカセットが主流だった時代には、例えば任天堂のスーパーファミコンとSNES、セガのメガドライブとSEGA GENESISなど、販売地域毎に形状を変えて本体への挿入を物理的に難しくすることにより、他地域で発売されたソフトのプレイを制限する例もある。これは本体とカートリッジの間にアダプタを介する事で制限の回避が可能だった。ファミコンとNESの場合、初期型NESではコンバータを本体とゲームカセットの間に差し込むだけで、NESの蓋が閉まらなくなるもののファミコンのゲームもプレイできた。PCエンジンとTurboGrafx-16、スーパーファミコンとSNES、メガドライブとSEGA GENESISの場合、相互互換を可能にするコンバータがあった。なお、後期型NES（外見上は初期型と同じ）では対策が打たれ起動しなくなった。また、後発のSNESソフトには、コンバータの機能をブロックするための金具が付けられているものがあった。ただし、SNES/スーパーファミコンでは『MOTHER2 ギーグの逆襲』、『スーパーマリオ ヨッシーアイランド』、スーパードンキーコングなどでカセット側の対策によりリージョンロックされているケースが存在する。ゲームギアはリージョンフリーであるが、リージョンコードはゲームギア本体に内蔵されているため、一部ソフトで言語変更が適用できる場合がある。セガサターンは日本版ゲームを海外版のセガサターン本体で遊べるケースがほとんど対策されているが、逆は対応しているソフトが多い。メガCDは不正にリージョンを変更したコピーソフトの起動でリージョンロックを回避できる場合と回避できない場合がある。
光ディスクが採用されてからはソフトウェア側でリージョンを設定することが一般的となった。例えばメガCD・セガサターン・PlayStation・ドリームキャスト・PlayStation 2・ニンテンドー ゲームキューブ・Wii・Xbox・Xbox 360などはソフトウェアとハードウェアの両方にリージョンが設定されている。特にXbox 360ではリージョンロックの効果が顕著に表れており、米国で倫理上出すことが不可能なギャルゲー・萌えゲー作品はNTSC/J以外の本体で起動できなくしなければ出荷できないソフトが非常に多い状態であった。
ソフトのリージョンとゲーム機本体のリージョンが一致しないと起動することが出来ない。なお、本体を改造して強制的にリージョンを突破しようとした場合は、メーカー保証は無効となる。たとえリージョンフリーのゲーム機が製造された場合でも、DVD,Blu-ray Disc,Blu-ray 3Dに対応している場合は、リージョンコードを本体内部に必ず入れる必要がある。また、ディスクドライブの制御基板が存在する場合はその基板にもリージョンやその他の重要なデータが書き込まれるため、ゲーム機本体のディスクドライブを同じ型番のゲーム機にそのまま使いまわすことは通常は不可能である。万が一使いまわしたい場合は、ディスクドライブの制御基板をはんだの必要な個所を含め、すべて新型ドライブの基板と入れ替える必要がある。PlayStation 5のCFI-2000型モデルの外付けドライブでも、ドライブを変更した場合にオンライン認証が必要である。
一方でリージョンが設定されていない、あるいは設定自体はあっても制限されないゲームソフトやゲームハードも存在する。ゲームボーイ・ゲームギア・ゲームボーイアドバンス・ニンテンドーDS / ニンテンドーDS Lite・Nintendo Switchは、例えばアメリカで発売されているほとんど全てのゲームソフトを日本仕様機でもプレイできる。PlayStation Portable・PlayStation 3・PlayStation Vita・PlayStation 4でも、PlayStation Minisが日本仕様機でプレイできないのを除けば同様である。
しかし、その逆の日本版のソフトと他地域のハードの組み合わせでは起動できない場合や不都合が生じる場合もある。なお、リージョンが設定されていない場合でも、ゲーム機本体に設定のない言語のソフトを使用すると不都合が生じる場合がある。
また、ハードウェア的なリージョン制限が存在しなくても、オンラインサービスの利用には制限が付くことがある。一般的にゲーム向けのオンラインサービスは国家単位で管理されており、「地域外」からではゲームの購入が制限されたり、アップデートやパッチが提供されないなどの問題が生じる。これはXbox 360,Wii,DSi,3DS,Wii Uで特に顕著である。
PlayStation 2でPlayStationの作品、PlayStation 3でPlayStation/PlayStation 2の作品、Xbox 360でXboxの作品をプレイする場合は同様に下位互換対応作品にもリージョンロックが適用される。Xbox One/Xbox Series XでXbox 360/Xboxの作品を遊ぶ場合は、リージョンロックは適用されず、国ごとで異なる製品番号の作品が販売されていた場合でも個別にゲームデータが分かれるためプレイ可能である。PlayStation 4,PlayStation 3では全ディスク版ソフトに便宜上のリージョンコードが番号で規定されているが、実際にリージョンが効果を発揮した機会はほぼゼロに近かったため、PlayStation 5では文字通りリージョンコードが削除された。
任天堂機では、スーパーファミコンやカードeリーダーなどで試験的に導入された後、ニンテンドー ゲームキューブ〜Newニンテンドー2DS LLまでリージョンロックが導入されていたが、リージョンコードゲームパッケージに記載されることはなかった。一方でPS/PS2/Xbox/Xbox 360はリージョンコードを番号ではなく文字で表記していた。その頃のリージョンコードは3〜4種類のみ存在し、下記は実際のリージョン表記である。ただし、実際は記号表記以上にリージョンコードが国ごとで細分化されていることが多い。
- NTSC（またはNTSC-U） - アメリカ地域用。NTSCと書かれているが、NTSC-Jと互換性を一切持たない。
- NTSC-J - 日本専用。
- PAL - ヨーロッパ専用。
- NTSC-C - 中国版PS2のみで使用。

GC,Wii,Wii U,DSi,3DSでは、内部上は以下のリージョンコードが存在。これはパッケージ版のみに適用されるため、ニンテンドーeショップのリージョンもこれで統制されているわけではない。
- NTSC - アメリカ、アジア地域。
- PAL - ヨーロッパおよびオセアニア地域。
- NTSC-J - 日本。
- NTSC-K - 韓国。特にWii本体においては韓国リージョンの規制が厳しい。
- NTSC-C - 中国本土など。

### ソフトウェア上のリージョンが存在しないゲームハードの例
- ファミリーコンピュータおよびNintendo Entertainment System
- PCエンジンおよびCDロムロム
- ゲームギア
- PC-FX
- ニンテンドーDS（DS Lite）
- ゲームボーイ、ゲームボーイカラー
- ゲームボーイアドバンス
- PlayStation Portable（ただし、PSNのリージョンによっては一部作品でコンテンツに制限がかかる場合あり）
- Xbox One（Xbox Series X/S）
- Nintendo Switch
- 3DO
- ネオジオポケット
- PlayStation Vita（ただし、PSNのリージョンによっては一部作品でコンテンツに制限がかかる場合あり）
- Atari Lynx
- Atari Jaguar
- PlayStation 3（ごく一部の作品にリージョン制限。PSNのリージョンによっては一部作品でコンテンツに制限がかかる場合あり。また、下位互換性を使ってディスクでプレイするPlayStation/PlayStation 2はリージョンロックであり、各リージョンのPS3本体が必要）
- PlayStation 4（PlayStation 5）（ただし、PSNのリージョンによっては一部作品でコンテンツに制限がかかる場合あり）

### ソフトウェア上のリージョンが存在するゲームハード
- 一部スーパーファミコンおよびSuper Nintendo Entertainment Systemの作品（スーパードンキーコング、MOTHERなど）
- SG-1000、セガマークIII、マスターシステム（SG-1000は日本-オーストラリア間を除く）
- メガドライブ（一部ソフト）
- メガCD
- ネオジオCD
- セガサターン
- ドリームキャスト
- PlayStation
- PlayStation 2
- ニンテンドーDSi（DSiウェア、ポケモンBW/BW2のみ）
- ニンテンドー3DS
- NINTENDO 64（CICチップの認証）
- ニンテンドー ゲームキューブ
- Wii
- Wii U
- Xbox（日本製作品および海外で2003年ごろより以前に発売された作品にリージョン制限、Xbox One上から遊ぶ場合はリージョンフリー）
- Xbox 360（一部作品にリージョン制限、Xbox One上から遊ぶ場合はリージョンフリー）
- Nintendo Switch 2 (Nintendo eshopは日本語版しか使えない本体モデルが存在)